# Leichtathletik-Europameisterschaften 1978/Weitsprung der Frauen

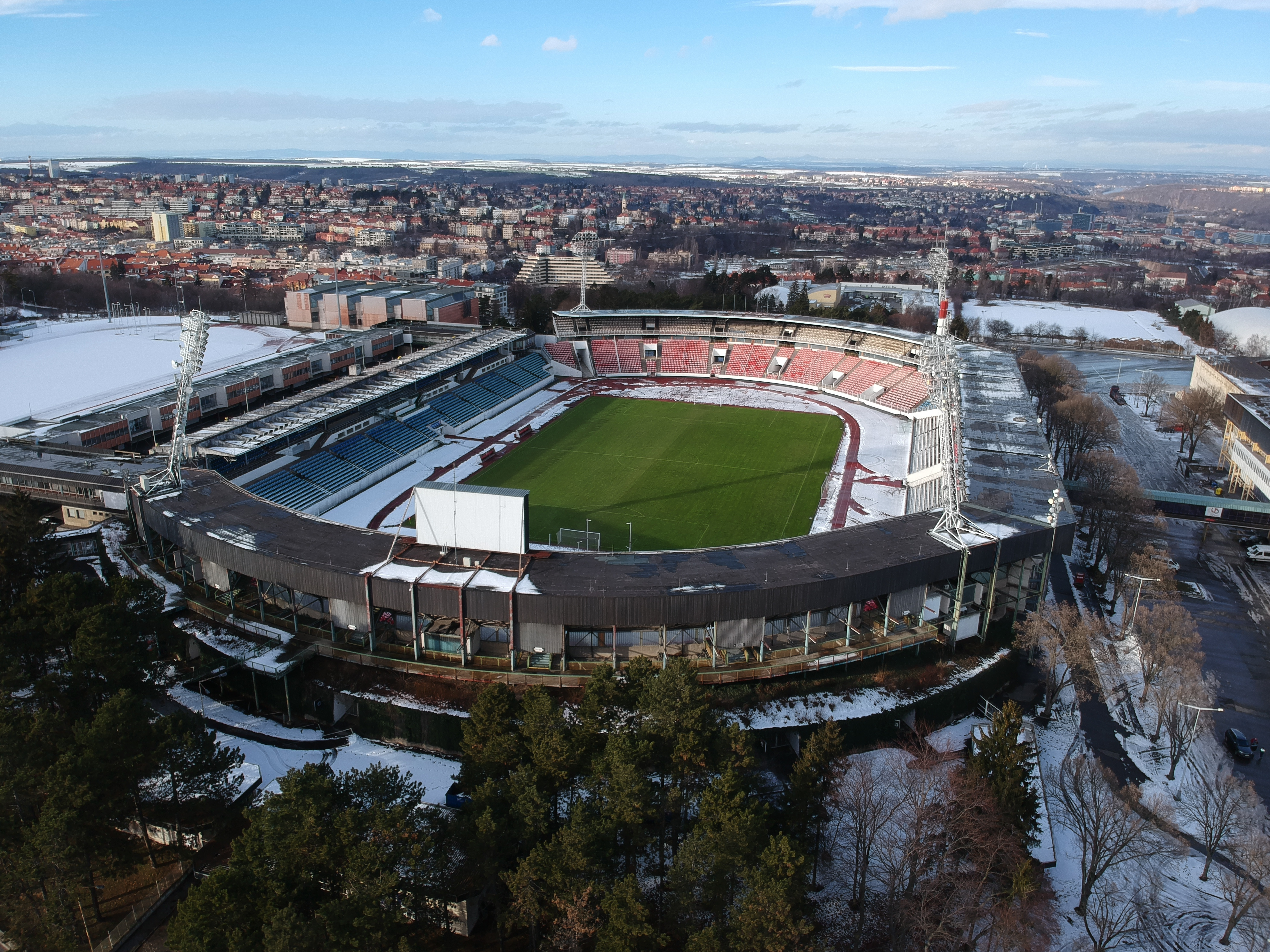
Das Stadion Evžena Rošického von Prag im Jahr 2009

Der Weitsprung der Frauen bei den Leichtathletik-Europameisterschaften 1978 wurde am 29. und 30. August 1978 im Stadion Evžena Rošického von Prag ausgetragen.
Europameisterin wurde die sowjetische Weitspringerin Vilma Bardauskienė, die in der Qualifikation mit 7,09 m ihren eigenen Weltrekord um zwei Zentimeter verbesserte. Sie gewann vor der Olympiasiegerin von 1976 Angela Voigt aus der DDR, die als Angela Schmalfeld 1974 EM-Vierte geworden war. Bronze ging an die Tschechoslowakin Jarmila Nygrýnová.

## Rekorde

### Bestehende Rekorde
| Weltrekord           | 7,07 m | Vilma Bardauskienė    | Kischinew (heute Chișinău), Sowjetunion (heute Republik Moldau) | 18. August 1978 |
| Europarekord         | 7,07 m | Vilma Bardauskienė    | Kischinew (heute Chișinău), Sowjetunion (heute Republik Moldau) | 18. August 1978 |
| Meisterschaftsrekord | 6,76 m | Ingrid Mickler-Becker | EM Helsinki, Finnland                                           | 14. August 1971 |

### Rekordverbesserungen
Der bestehende EM-Rekord und gleichzeitig gab es einen neuen Weltrekord.
- Meisterschaftsrekord: 7,09 m – Vilma Bardauskienė (Sowjetunion), Qualifikation am 29. August, erster Versuch
- Weltrekord: 7,09 m – Vilma Bardauskienė (Sowjetunion), Qualifikation am 29. August, erster Versuch

## Legende
Kurze Übersicht zur Bedeutung der Symbolik – so üblicherweise auch in sonstigen Veröffentlichungen verwendet:
| –   | verzichtet                                  |
| x   | ungültig                                    |
| NWI | keine Windinformation (No Wind Information) |
| WR  | Weltrekord                                  |
| NM  | keine Weite (no mark)                       |
| ogV | ohne gültigen Versuch                       |

## Qualifikation
29. August 1978
22 Wettbewerberinnen traten in zwei Gruppen zur Qualifikationsrunde an. Zehn von ihnen (hellblau unterlegt) übertrafen die Qualifikationsweite für den direkten Finaleinzug von 6,40 m. Damit war die Mindestzahl von zwölf Finalteilnehmerinnen nicht erreicht. Das Finalfeld wurde mit den beiden nächstplatzierten Sportlerinnen (hellgrün unterlegt) auf zwölf Springerinnen aufgefüllt. So reichten für die Finalteilnahme schließlich 6,31 m.

### Gruppe A
| Platz | Name               | Nation           | Resultat (m) | 1. Versuch (m) | 2. Versuch (m) | 3. Versuch (m) |
| 1     | Vilma Bardauskienė | Sowjetunion      | 7,09 WR      | 7,09           | –              | –              |
| 2     | Brigitte Wujak     | DDR              | 6,65000      | 6,65           | –              | –              |
| 3     | Gina Panait        | Rumänien         | 6,61000      | 6,61           | –              | –              |
| 4     | Jacqueline Curtet  | Frankreich       | 6,54000      | 6,34           | 6,54           | –              |
| 5     | Sue Reeve          | Großbritannien   | 6,47000      | 6,47           | –              | –              |
| 6     | Karin Hänel        | BR Deutschland   | 6,46000      | 6,44           | 6,39           | 6,46           |
| 7     | Maroula Lambrou    | Griechenland     | 6,31000      | 6,31           | 6,28           | 6,18           |
| 8     | Margit Papp        | Ungarn           | 6,28000      | 6,14           | 6,09           | 6,28           |
| 9     | Teresa Marciniak   | Polen            | 6,26000      | 6,22           | 6,24           | 6,24           |
| 10    | Dorthe Rasmussen   | Dänemark         | 5,85000      | 4,54           | x              | 5,85           |
| NM    | Eva Šuranová       | Tschechoslowakei | ogV000       | x              | x              | x              |

### Gruppe B

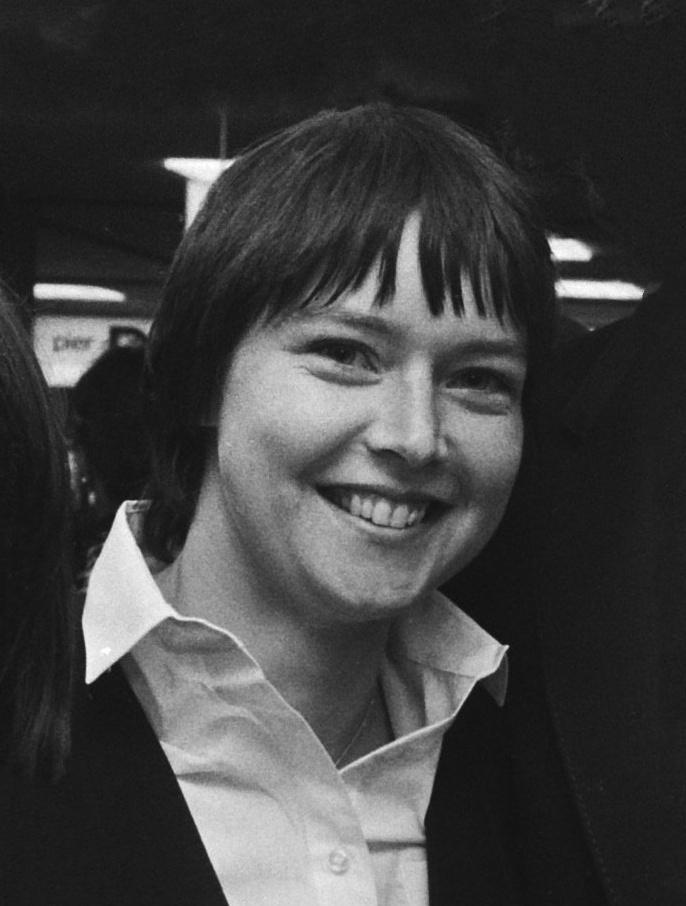
6,12 m reichten für Sylvia Barlag nicht zur Finalteilnahme, im Fünfkampf belegte sie drei Tage später Rang zwölf

| Platz | Name              | Nation           | Resultat (m) | 1. Versuch (m) | 2. Versuch (m) | 3. Versuch (m) |
| 1     | Jarmila Nygrýnová | Tschechoslowakei | 6,48         | 5,90           | 6,48           | –              |
| 2     | Angela Voigt      | DDR              | 6,44         | 6,44           | –              | –              |
| 3     | Heidemarie Wycisk | DDR              | 6,40         | 6,27           | 6,37           | 6,40           |
| 4     | Lidia Gusheva     | Bulgarien        | 6,40         | 6,40           | –              | –              |
| 5     | Doina Anton       | Rumänien         | 6,31         | 6,27           | 6,31           | 6,22           |
| 6     | Lidija Alfejewa   | Sowjetunion      | 6,29         | 6,29           | 6,08           | x              |
| 7     | Susan Hearnshaw   | Großbritannien   | 6,26         | 6,05           | 5,81           | 6,26           |
| 8     | Sandra Vlad       | Rumänien         | 6,19         | 6,16           | x              | 6,19           |
| 9     | Isabella Keller   | Schweiz          | 6,15         | 6,15           | x              | x              |
| 10    | Sylvia Barlag     | Niederlande      | 6,12         | 6,12           | 6,00           | 5,95           |
| 11    | Anke Weigt        | BR Deutschland   | 6,08         | x              | 4,66           | 6,08           |

## Windbedingungen
In der folgenden Ergebnisübersicht zum Finale sind die Windbedingungen zu den jeweiligen Bestweiten der einzelnen Athletinnen auf den Rängen eins bis acht benannt. Der erlaubte Grenzwert liegt bei zwei Metern pro Sekunde. Bei stärkerer Windunterstützung wird die Weite für den Wettkampf gewertet, findet jedoch keinen Eingang in Rekord- und Bestenlisten.

## Finale

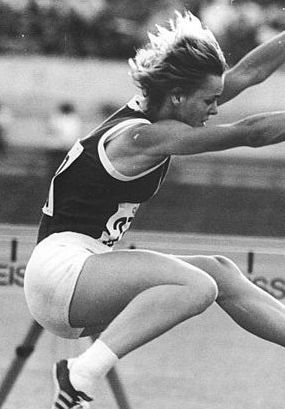
Die Olympiasiegerin von 1976 Angela Voigt, die als Angela Schmalfeld 1974 EM-Vierte geworden war, gewann die Silbermedaille

30. August 1978
| Platz | Name               | Nation           | Resultat (m) Wind (m/s) | 1. Versuch (m) | 2. Versuch (m) | 3. Versuch (m) | 4. Versuch (m)                                | 5. Versuch (m)                                | 6. Versuch (m)                                |
| 1     | Vilma Bardauskienė | Sowjetunion      | 6,88 / +0,9             | 6,57           | 6,63           | 6,69           | 6,88                                          | 6,57                                          | 6,76                                          |
| 2     | Angela Voigt       | DDR              | 6,79 / +0,1             | x              | 6,48           | 6,66           | 6,55                                          | 6,33                                          | 6,79                                          |
| 3     | Jarmila Nygrýnová  | Tschechoslowakei | 6,69 / +0,3             | 6,60           | 6,69           | x              | 6,51                                          | 6,39                                          | 6,61                                          |
| 4     | Brigitte Wujak     | DDR              | 6,60 / ±0,0             | 6,45           | 6,58           | 6,60           | 6,35                                          | 6,49                                          | 6,60                                          |
| 5     | Gina Panait        | Rumänien         | 6,52 / +1,5             | 6,32           | 6,20           | 6,32           | x                                             | 6,47                                          | 6,52                                          |
| 6     | Sue Reeve          | Großbritannien   | 6,48 / +0,2             | 6,21           | 6,29           | 6,32           | 6,29                                          | 6,45                                          | 6,48                                          |
| 7     | Karin Hänel        | BR Deutschland   | 6,48 / +0,4             | 6,31           | 6,31           | 6,19           | x                                             | 6,10                                          | 6,48                                          |
| 8     | Heidemarie Wycisk  | DDR              | 6,44 / +0,2             | 6,44           | x              | 6,25           | 6,29                                          | 5,70                                          | 6,28                                          |
| 9     | Jacqueline Curtet  | Frankreich       | 6,24 / NWI              | 6,20           | 6,24           | 6,24           | nicht im Finale der besten acht Springerinnen | nicht im Finale der besten acht Springerinnen | nicht im Finale der besten acht Springerinnen |
| 10    | Doina Anton        | Rumänien         | 6,22 / NWI              | 6,22           | 6,04           | 5,82           | nicht im Finale der besten acht Springerinnen | nicht im Finale der besten acht Springerinnen | nicht im Finale der besten acht Springerinnen |
| 11    | Lidia Gusheva      | Bulgarien        | 6,20 / NWI              | 6,03           | 5,95           | 6,20           | nicht im Finale der besten acht Springerinnen | nicht im Finale der besten acht Springerinnen | nicht im Finale der besten acht Springerinnen |
| 12    | Maroula Lambrou    | Griechenland     | 6,12 / NWI              | 6,12           | 6,04           | 5,82           | nicht im Finale der besten acht Springerinnen | nicht im Finale der besten acht Springerinnen | nicht im Finale der besten acht Springerinnen |

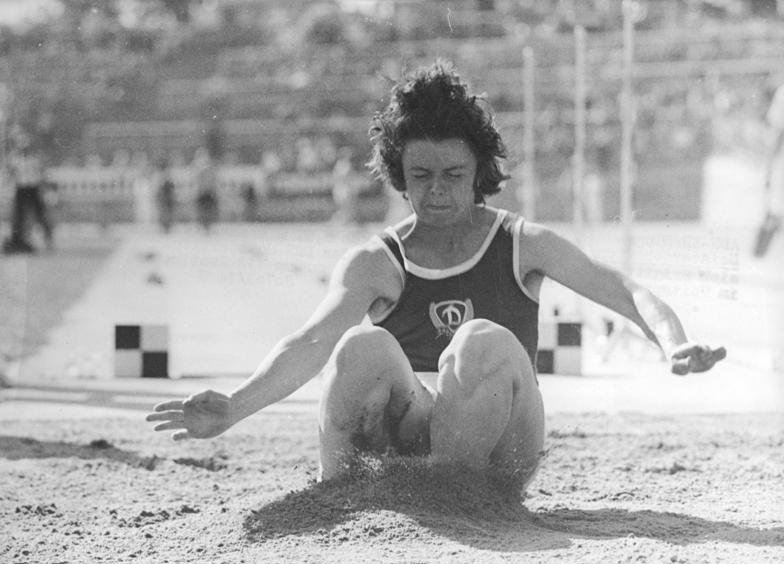
Brigitte Wujak, frühere Brigitte Künzel, erreichte Platz vier – 1980 errang sie die olympische Silbermedaille
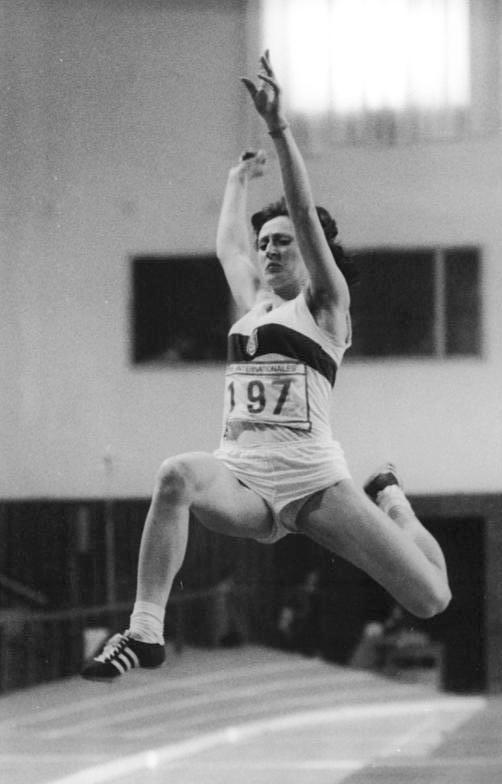
Heidemarie Wycisk kam auf den achten Platz